# Florencio Pozadas
Florencio Ruck Pozadas Cordero (* 7. November 1939 in Potosí; † 8. Dezember 1968 in Buenos Aires) war ein bolivianischer Schlagzeuger und Komponist, Pionier der elektroakustischen Musik und postserieller Kompositionstechniken in Bolivien.
Florencio Pozadas erhielt seine musikalische Ausbildung in Potosí und Buenos Aires. Er absolvierte ein Violin-Studium an der Academia de Bellas Artes (Potosi) und Conservatorio Municipal Manuel de Falla (Buenos Aires). Später studierte er Komposition bei Gerardo Gandini und gewann ein Stipendium von 1967 bis 1968 für ein Postgraduierten-Studium an der CLAEM (Centro Latinoamericano de Altos Estudios Musicales del Instituto Torcuato Di Tella) mit Luigi Nono, Cristobal Halfter, Vladimir Ussachevsky und Roman Haubenstock-Ramati, ebenfalls in Buenos Aires. Er war Mitglied des Percussion-Ensembles Ritmus (Leitung: Antonio Yepes) und des National-Philharmonie-Orchesters von Buenos Aires. Sein Werk für Chor Tres Coros bolivianos gewann im Jahre 1965 den ersten Preis des Wettbewerbs Luzmila Patiño in Cochabamba, Bolivien. Er starb bei einem Verkehrsunfall im Jahr 1968 in der Nähe von Buenos Aires.

## Wichtigste Werke
- Stücke für Klavier. Premiere: Gerardo Gandini. Aktuelle Aufführungen: Mariana Alandia Navajas in Bolivien , in Italien
- Dos Canciones für Tenor und Orchester. Text: Giuseppe Ungaretti
- Quinsa Arawis für Koloratursopran und Ensemble. Premiere: Solistas de Música Contemporanea de Buenos Aires, Armando Krieger (Dirigent), Marta Carrizo (Sopran)
- CM 1 für Tonband und Schlagzeug